# Lester (Alabama)
Lester és una població dels Estats Units a l'estat d'Alabama. Segons el cens del 2000 tenia 107 habitants.

## Demografia
Segons el cens del 2000, Lester tenia 107 habitants, 42 habitatges, i 33 famílies. La densitat de població era de 22,6 habitants/km².
Dels 42 habitatges en un 33,3% hi vivien nens de menys de 18 anys, en un 69% hi vivien parelles casades, en un 7,1% dones solteres, i en un 21,4% no eren unitats familiars. En el 16,7% dels habitatges hi vivien persones soles el 9,5% de les quals corresponia a persones de 65 anys o més que vivien soles. El nombre mitjà de persones vivint en cada habitatge era de 2,55 i el nombre mitjà de persones que vivien en cada família era de 2,85.
Per edats la població es repartia de la següent manera: un 24,3% tenia menys de 18 anys, un 5,6% entre 18 i 24, un 31,8% entre 25 i 44, un 28% de 45 a 60 i un 10,3% 65 anys o més.
L'edat mediana era de 34 anys. Per cada 100 dones hi havia 101,9 homes. Per cada 100 dones de 18 o més anys hi havia 97,6 homes.
La renda mediana per habitatge era de 37.083 $ i la renda mediana per família de 44.688 $. Els homes tenien una renda mediana de 31.250 $ mentre que les dones 14.643 $. La renda per capita de la població era de 16.073 $. Cap de les famílies i el 7% de la població estaven per davall del llindar de pobresa.

## Poblacions més properes
El següent diagrama mostra les poblacions més properes.